# Coussay
Coussay – miejscowość i gmina we Francji, w regionie Nowa Akwitania, w departamencie Vienne.
Według danych na rok 1990 gminę zamieszkiwały 264 osoby, a gęstość zaludnienia wynosiła 13 osób/km² (wśród 1467 gmin regionu Poitou-Charentes Coussay plasuje się na 745. miejscu pod względem liczby ludności, natomiast pod względem powierzchni na miejscu 388.).